# Sint-Pieters-Leeuw
Sint-Pieters-Leeuw (franceză Leeuw-Saint-Pierre) este o comună în provincia Brabantul Flamand, în Flandra, una dintre cele trei regiuni ale Belgiei. Comuna este limitrofă cu Regiunea Capitalei Bruxelles, fiind situată în partea de vest a acesteia și este formată din localitățile Sint-Pieters-Leeuw, Oudenaken, Ruisbroek, Sint-Laureins-Berchem și Vlezenbeek. Suprafața totală este de 40,38 km². Comuna Sint-Pieters-Leeuw este situată în zona flamandă vorbitoare de limba neerlandeză a Belgiei. La 1 ianuarie 2008 comuna avea o populație totală de 31.119 locuitori. Minoritatea vorbitoare de limba franceză este reprezentată de 7 membri din 31 în consiliul local. 

## Localități înfrățite
- Germania: Altenahr
- Țările de Jos: Someren

1. ↑  Crossroad Bank of Enterprises, accesat în 23 iulie 2023